# Fatulmau
Fatulmau ist eine osttimoresische Aldeia im Suco Liurai (Verwaltungsamt Aileu, Gemeinde Aileu). 2015 lebten in der Aldeia 302 Menschen.

## Geographie und Einrichtungen
Die Aldeia Fatulmau liegt im Nordwesten des Sucos Liurai. Der Großteil der Aldeia liegt auf einer Meereshöhe zwischen 1000 m und 1500 m. Südwestlich befindet sich die Aldeia Quirilelo, südlich die Aldeia Raimanso und östlich die Aldeia Banderahun. Im Norden grenzt Fatulmau an den Suco Seloi Malere und im Westen an den Suco Hoholau.
Durch Fatulmau fließt der Malubui nach Norden, ein Nebenfluss des Nördlichen Laclos. Im äußersten Nordosten von Fatulmau trifft der Malubui auf eine Straße. Hier befindet sich das Dorf Fatulmau mit dem Sitz der Aldeia.

## Politik
2023 wurde Carlos P. Pinto zum Chefe de Aldeia gewählt.